# Jacques Julien Margottin

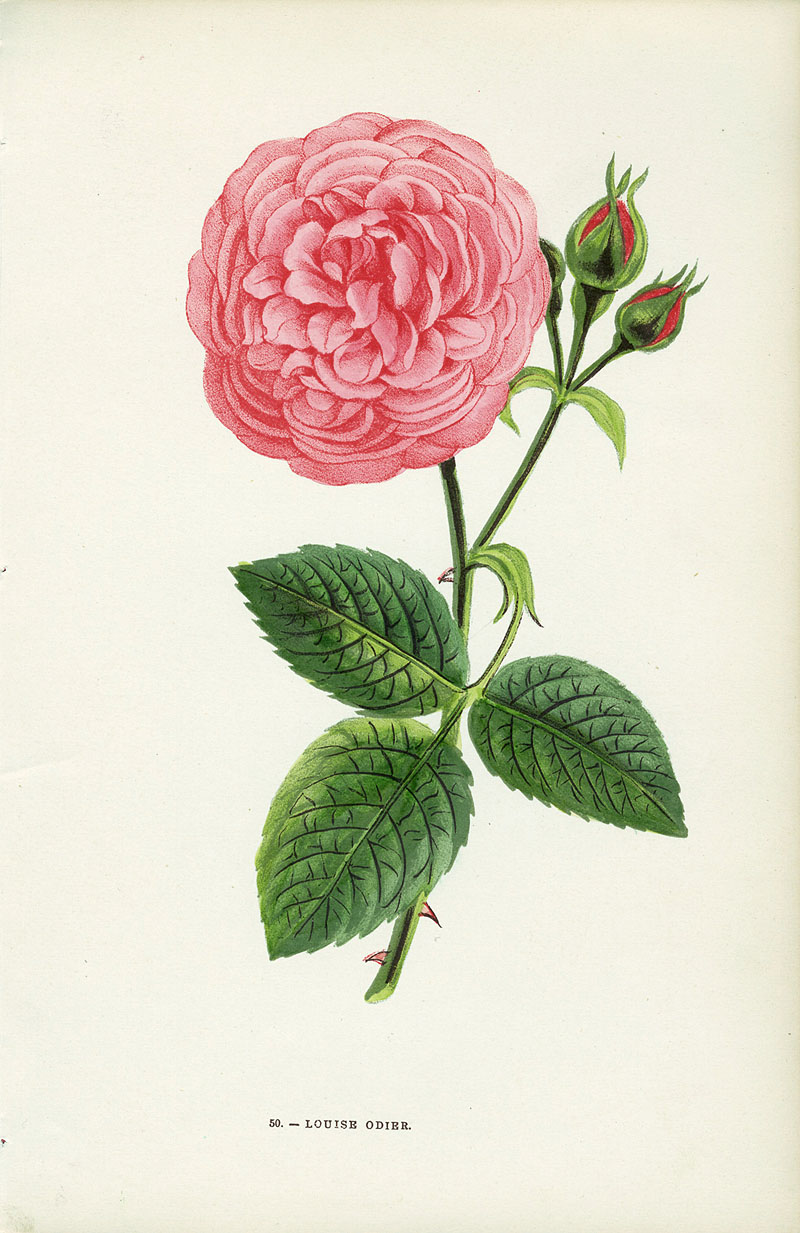
Illustration de 'Louise Odier', in Hippolyte Jamain, Les Roses, 1873.

Jacques Julien Margottin, (dit Margottin, père) est un rosiériste français, né le 7 septembre 1817 au Val-Saint-Germain et mort le 13 mai 1892 à Bourg-la-Reine.

## Biographie
Fils de Jean-Baptiste Mathurin Margottin et de Marie-Françoise Marguerite Sassin, son épouse, ouvriers agricoles, chargés d'engranger les récoltes (céleriers), nous savons qu'à partir de 1831 il entre au service du comte Molé au château du Marais de Val-Saint-Germain en qualité d'apprenti jardinier, alors qu'il est devenu orphelin de père. Quatre années plus tard, en 1835, il est au service de M. Boscary de Romaine, propriétaire en Seine-et-Marne à Lisigny aux environs de Brie-Comte-Robert, comme garçon jardinier. Désirant toujours se perfectionner dans son métier, il intègre en février 1838 l'établissement renommé d'Étienne Soulange-Bodin qui est dirigé par M. Keteleer à Fromont en Seine-et-Marne.

En août de la même année, il est exempté de faire le service militaire en tant que fils aîné, orphelin chargé de sa famille. Il entre donc en août chez Josselin, pépiniériste à Châteauneuf-sur-Loire dans le Loiret et ensuite chez un fleuriste de Paris, nommé Quentin. Ses qualités professionnelles le font admettre à devenir le collaborateur d'Alexandre Hardy, célèbre arboriculteur responsable du Jardin du Luxembourg en 1839, où il est engagé en qualité de chef jardinier et se trouve pour une année responsable de la roseraie.
En 1840, il épouse Henriette Virginie Léautey à Paris XIIe. Il démissionne de ses fonctions et va s'installer à son compte, comme rosiériste, sur un terrain d'Ivry-sur-Seine où il commence par travailler sur les rosiers Bourbon et les rosiers Noisette. C'est à Ivry que naissent Rosine, puis Jules Auguste, le 20 octobre 1842. Ses roses ne supportant pas très bien la proximité d'une usine à gaz, il déménage et s'installe dans les environs du Jardin des Plantes au no 33 de la rue du Marché aux Chevaux, quartier qui à l'époque est un centre horticole important. C'est vers 1845 qu'il obtient la plus ancienne de ses roses qui nous soit parvenue, 'Vicomte Fritz de Cussy', une Bourbon.

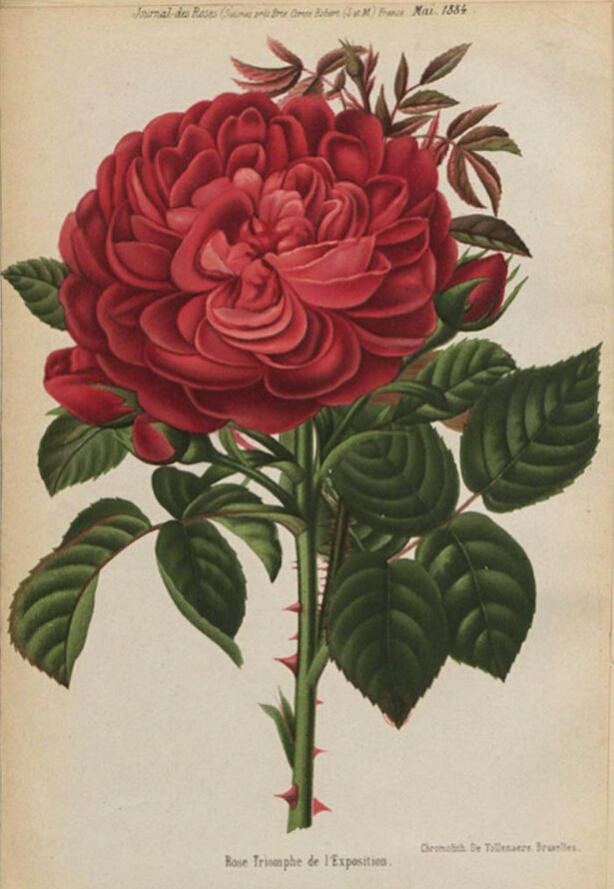
Rose 'Triomphe de l'Exposition' (1855).

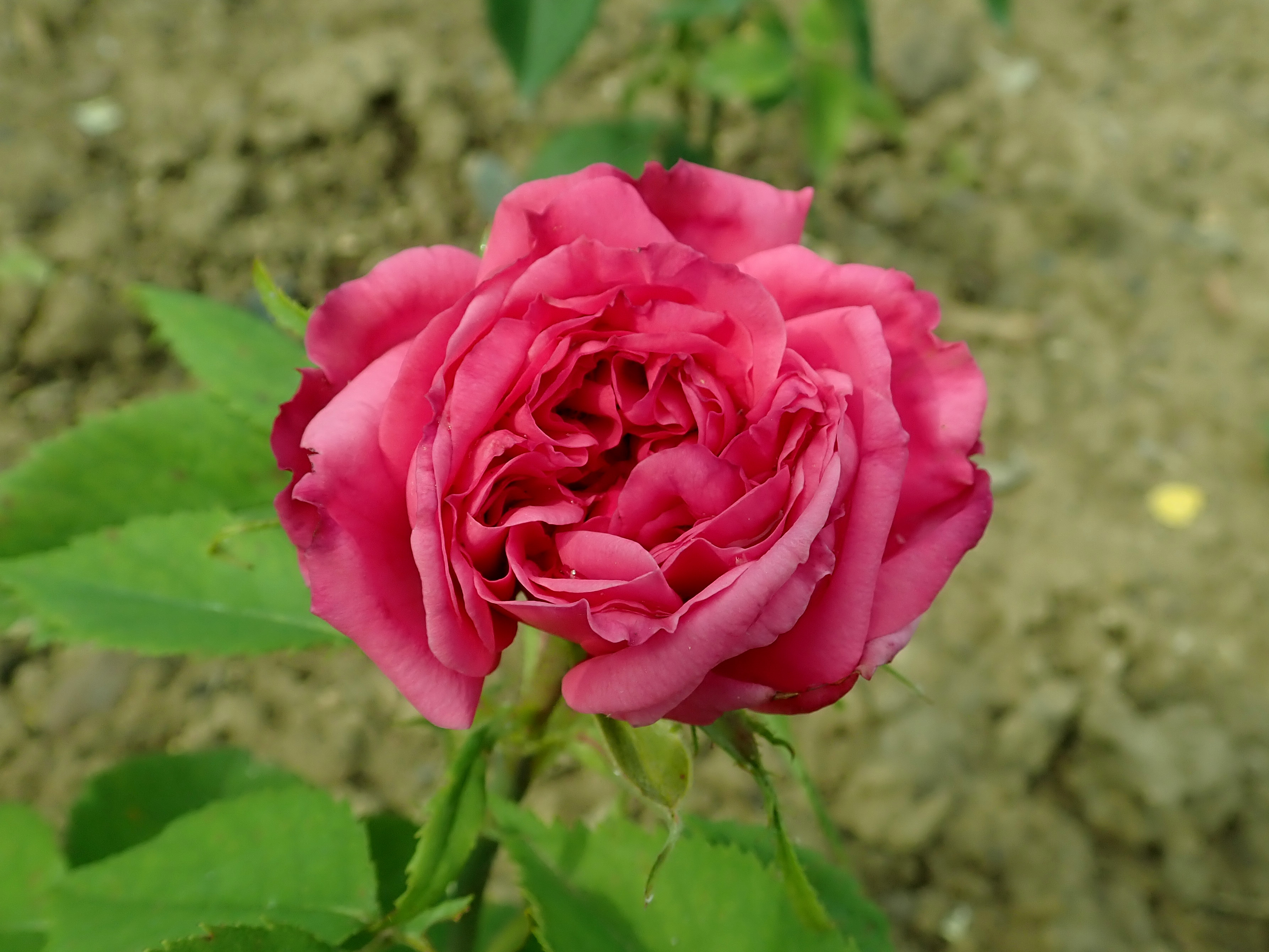
Rose 'Charles Turner' (1868) à l'Europa-Rosarium de Sangerhausen.

C'est encore là qu'il crée en 1851 celle qui va rester la plus populaire: 'Louise Odier', une rose Bourbon (1851); rosier arbustif d'environ 1 mètre 80, donnant beaucoup de fleurs et faisant partie des hybrides remontants, sa spécialité  et l'une de ses plus spectaculaires réussites. Homme travailleur, secondé par une épouse dévouée, les affaires vont rapidement prendre de l'importance et les locaux vont très vite s'avérer trop exigus. En 1855, il obtient un hybride remontant 'Triomphe de l'Exposition' qui rend hommage à l'exposition universelle de Paris de 1855 et qui rencontre toujours aujourd'hui un certain succès.
En 1857, il s'installe à Bourg-la-Reine au 22 Grande Rue, aujourd'hui détruit (à la hauteur de l'actuel no 56 bis) sur une partie des terrains du Clos du Luxembourg ayant appartenu à Colbert, que les tuteurs des enfants mineurs de M. le marquis de Seignelay, (le fils de Colbert), vendirent au duc du Maine. C'est à cet endroit que sera ouverte en 1906 la voie qui porte son nom, ainsi que la rue des Rosiers rappelant l'ancienne activité exercée en ce lieu. Il va créer là une grande partie de ses roses, puisque suivant la Nomenclature de Simon & Cochet celle-ci lui attribue entre 1845 et 1877 le nombre de 77 obtentions commercialisées.
En 1860, il est élu au conseil municipal et sera fait Chevalier de la Légion d'honneur en 1878. Il est en 1880, le 13e contribuable le plus imposé de la commune sur une population de 2741 habitants.

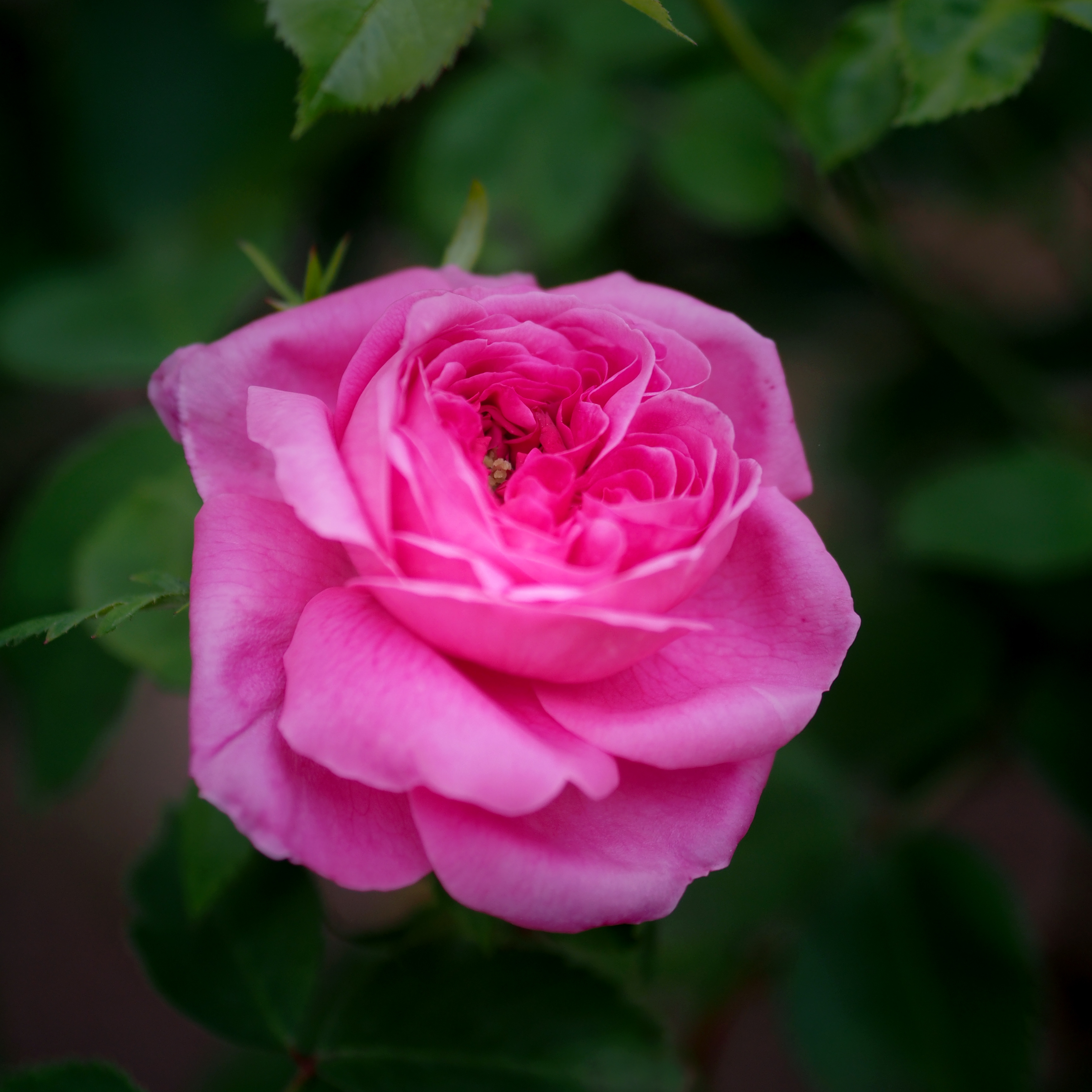
Rose 'Jules Margottin' au Japon.

De son mariage sont nés quatre enfants, qui bien sûr ont vu leurs noms donnés à quatre des créations végétales de leur père. Rosine, Jules Auguste, Louise et Charles. Membre de la Société Horticole, il s'est fait distinguer dans son milieu professionnel par sa culture des chrysanthèmes et des rosiers, particulièrement pour ses hybrides remontants, dont ne subsiste qu'un petit 15 % des créations. On trouve encore aujourd'hui nombre de ses créations dans les différents parcs et roseraies de France, d'Europe et du Monde. À la Roseraie de l'Hay-les-Roses (Val-de-Marne) on peut encore admirer: 'Anna Alexieff', 'Comte de Mortemart', 'Henriette Petit', 'Jean Goujon', 'Jules Margottin', 'Louise Odier', 'Madame Domage', 'Madame Jeannine Joubert' et 'Vicomte Fritz de Cussy'. Jacques Julien Margottin mourut à Bourg-la-Reine le 13 mai 1892 et fut inhumé dans le cimetière communal. C'est son fils Jules Auguste Margottin qui reprendra l'affaire de son père.